# Suite francesa (pel·lícula)
Suite francesa (títol original en francès: Suite française) és una pel·lícula de 2015 dirigida per Saul Dibb i protagonitzada per Michelle Williams, Matthias Schoenaerts, Kristin Scott Thomas i Cédric Maerckx. La història està basada en la novel·la homònima de l'escriptora Irène Némirovsky. La pel·lícula fou doblada al català; també es va editar una versió en valencià per a À Punt.

## Argument
Durant els anys de l'ocupació alemanya de França, l'amor sorgeix entre una noia francesa i un soldat alemany.

## Repartiment
L'octubre de 2012 ja va sortir a la premsa que Michelle Williams acompanyaria a Saul Dibb en el paper protagonista de la pel·lícula. Pocs dies després es va saber que Kristin Scott Thomas s'hi afegiria com la seva sogra. Les negociacions amb Matthias Schoenaerts van acabar amb èxit el novembre del mateix any.
La resta de l'equip interpretatiu es va definir a partir de la primavera de 2013, després que The Weinstein Company adquirís la pel·lícula al Festival de Canes.
- Michelle Williams: Lucile Angellier
- Kristin Scott Thomas: Senyora Angellier
- Matthias Schoenaerts: Comandant Bruno von Falk
- Sam Riley: Benoît Labarie
- Ruth Wilson: Madeleine Labarie
- Lambert Wilson: Vescomte de Montmort
- Clare Holman: Marthe
- Margot Robbie: Celine
- Alexandra Maria Lara: Leah
- Harriet Walter: Vescomtessa de Montmort
- Eileen Atkins: Denise Epstein
- Tom Schilling: Kurt Bonnet
- Deborah Findlay: Senyora Joseph
- Cédric Maerckx: Gaston Angellier

## Producció
La productora TF1 Droits Audiovisuels va adquirir els drets del llibre el 2007 el qual va ser adaptat en pel·lícula per Saul Dibb i Matt Charman. El rodatge es va iniciar el 24 de juny del 2013 a París i Bèlgica.